# Aplidium punctum
Espèce
Le Flocon pédonculé orange (Aplidium punctum ) est une espèce d'ascidies coloniales de la famille des polyclinidés.